# CrossFit

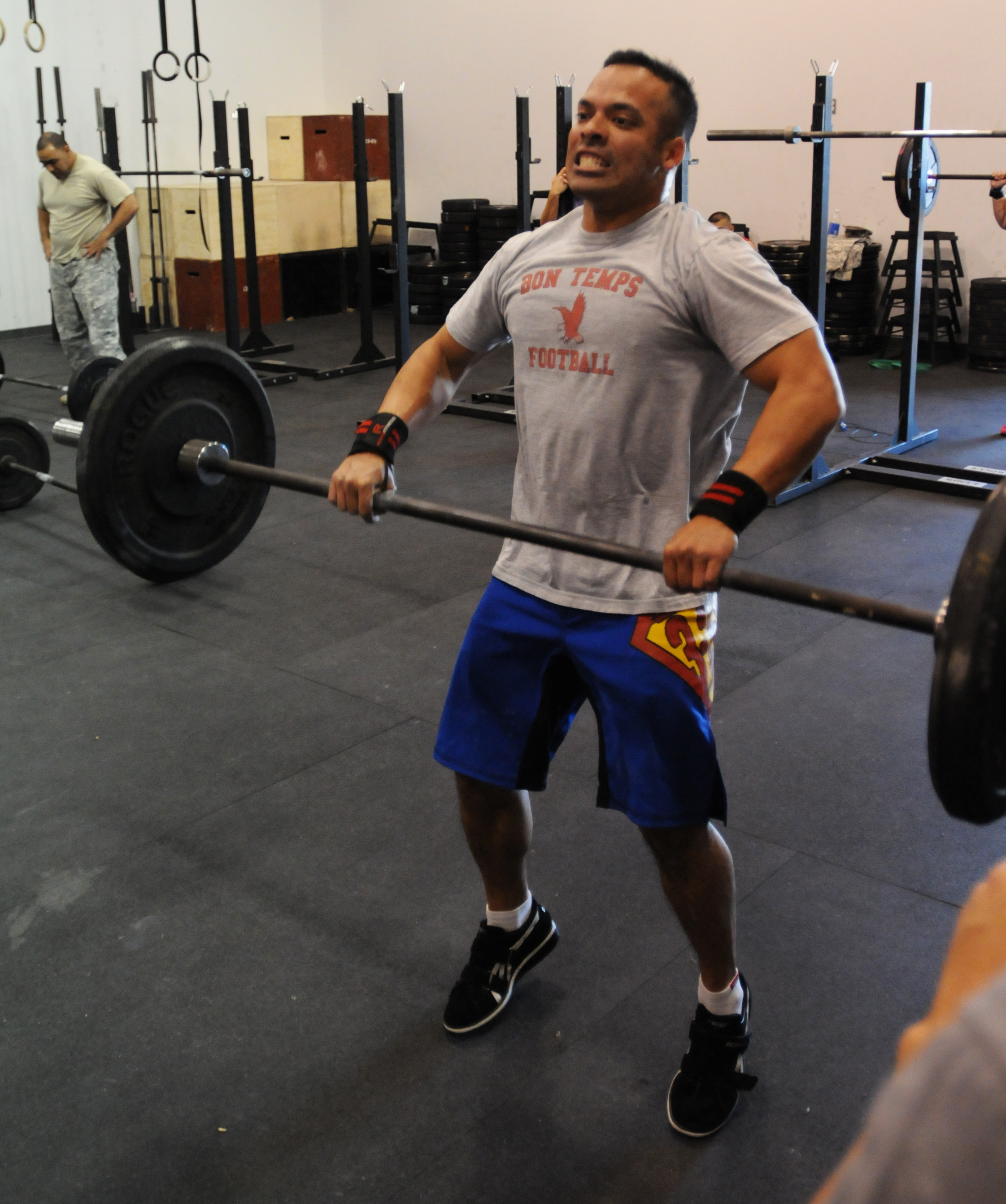
Trening amerykańskiego żołnierza

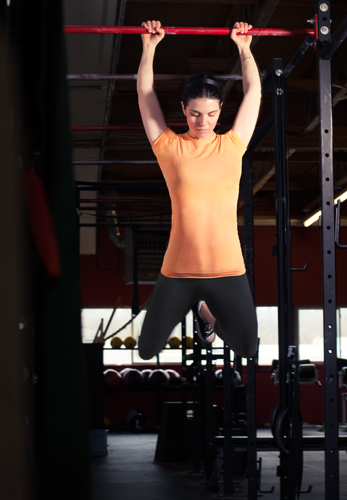
Kobieta podciągająca się w ramach programu CrossFit

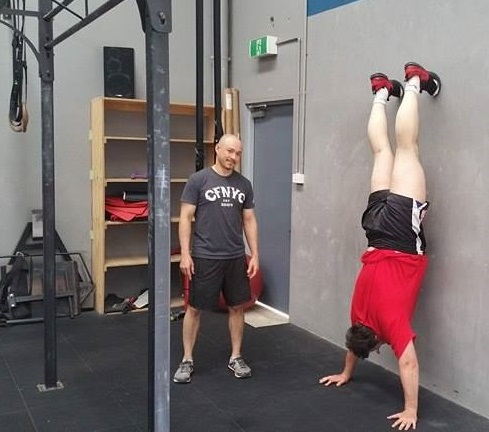
Ćwiczenie chodzenia na rękach przy ścianie

CrossFit – program treningu siłowego i kondycyjnego, który opiera się na wzroście dziesięciu najważniejszych zdolności siłowych. Podczas ćwiczeń rozwija się siłę i masę mięśni, aby wzmocnić siłę ruchu mięśni.

## Opis
Wykonanie ćwiczeń crossfit następuje w sposób intensywny, bez czasu na przerwę. W crossfit ćwiczy się jednocześnie podnoszenie ciężarów, sprawność atletyczną, odporność. Wyrabia odporność krążeniową oraz oddechową, siłę i wytrzymałość mięśni, rozciągliwość, szybkość, sprawność, psychomotorykę, równowagę i precyzję.

## Historia
Crossfit powstał w 2001, kiedy Amerykanin Greg Glassman zaczął używać tego programu dla trenowania policji w Kalifornii. Potem został też wdrożony w treningu marines, strażaków i żołnierzy amerykańskich.
Ze względu na dobre wyniki treningowe crossfit stał się popularny w wielu krajach świata.

## Codzienny trening
Crossfit bazuje na codziennym programie ćwiczeń, które wykonuje się w sposób określony, określoną liczbę razy.
Twórca crossfit, Greg Glassman, opracował dla trenujących wiele różnych programów dziennych, niektórych nazwanych na cześć różnych znanych osób: żołnierzy, policjantów czy bohaterów.
Program dzienny może trwać od 5 do 30 minut i określany jest mianem WOD (z ang. workout of day). Trening najczęściej jest rozpisywany na ogólnodostępnej tablicy w klubie (Boxie). W ogólnym założeniu trening każdego dnia powinien być inny.
Crossfit buduje i rozwija wydolność, wytrzymałość, siłę, moc, szybkość i koordynację. Crossfit łączy w sobie kwintesencję sportów siłowych (podnoszenie ciężarów), kalisteniki (podciągnięcia i wsparcia siłowe na drążkach) i sportów wytrzymałościowych.

## CrossFit a suplementacja
Osoby, które ćwiczą regularnie, powinny szczególną uwagę poświęcić swojej diecie oraz suplementacji, aby dostarczyć organizmowi wszystkich składników budulcowych (np. białka, aminokwasów) oraz makro- i mikroelementów. Starannie zbilansowana dieta oraz dobrej jakości suplementy pozwalają na szybszą regenerację, wzrost siły oraz osiąganie coraz lepszych wyników treningowych.